# 洪嘉豪 Kaho Live 2024
《洪嘉豪 Kaho Live 2024》是香港男歌手洪嘉豪的第二個個人演唱會，亦是其第一次於紅磡香港體育館及銀河綜藝館舉辦大型演唱會，定於2024年4月13至14日(香港場)及2024年10月19日(澳門場)，演唱會由其所屬公司香港華納唱片主辦，保誠保險冠名贊助。

## 場次
| 場次列表 | 場次列表       | 場次列表   | 場次列表 | 場次列表       | 場次列表     | 場次列表 |
| 場次     | 日期           | 國家／地區 | 城市     | 場館           | 附註         |          |
| -------- | -------------- | ---------- | -------- | -------------- | ------------ | -------- |
| 1        | 2024年4月13日  | 香港       | 香港     | 紅磡香港體育館 | 嘉賓：邱彥筒 |          |
| 2        | 2024年4月14日  | 香港       | 香港     | 紅磡香港體育館 | 嘉賓：張敬軒 |          |
| 3        | 2024年10月19日 | 澳門       | 澳門     | 銀河綜藝館     |              |          |
| 4        | 2025年6月14日  | 中国大陆   | 佛山     | 嶺南明珠體育館 |              |          |

## 表演歌單
1.主角光環

2.Truth or Dare

3.謎之微笑

4.及時行樂

5.明星示範生

6.半天空檔

7.表情符號

8.衰仔樂園

9.污糟兒

10.預言家

11.逆便所

12.活誰的命

13.仍有心跳脈搏（與嘉賓邱彥筒合唱）

14.I'm Marf-elous（嘉賓邱彥筒獨唱單曲）

15.黑玻璃

16.My Secret Park

17.漫天星
 
18.我懂

19.救

20.掉進海的眼淚

21.窮小子

22.逆時車站

23.還原淚

24.隨波逐流

25.只要你不尷尬

Encore 

26.活人鏢靶

27.好奇殺死愛

28.洗面

1.主角光環

2.Truth or Dare

3.謎之微笑

4.及時行樂

5.明星示範生

6.半天空檔

7.表情符號

8.衰仔樂園

9.污糟兒

10.預言家

11.逆便所

12.活誰的命

13.活人鏢靶

14.黑玻璃

15.My Secret Park

16.漫天星
 
17.我懂

18.救

19.逆時車站 ×青春告別式(與嘉賓張敬軒合唱) 

20. 隱形遊樂場 (嘉賓張敬軒獨唱單曲) 

21.掉進海的眼淚

22.窮小子

23.還原淚

24.隨波逐流

25.只要你不尷尬

Encore 

26.十號儲物櫃

27.黑司機(黑玻璃改編版)

28.自問自答

29.主角光環(歌迷大合唱)

1.主角光環

2.Truth or Dare

3.跟你分擔失落比較快樂

4.及時行樂

5.明星示範生

6.半天空檔

7.海邊的呀豪

8.好奇殺死愛

9.污糟兒

10.預言家

11.逆便所

12.活誰的命

13.活人鏢靶

14.黑玻璃

15.My Secret Park

16.漫天星
 
17.我懂

18.救

19.掉進海的眼淚

20.窮小子

21.逆時車站

22.還原淚

23.隨波逐流

24.只要你不尷尬

Encore 

25.離永遠只差一點

26.24/7 戀人

27.十號儲物櫃

28.洗面